# Karbofuran
Karbofuran (též carbofuran; systematický název 2,2-dimethyl-2,3-dihydro-1-benzofuran-7-yl methylkarbamát) je jeden z nejjedovatějších karbamátových pesticidů. Chemicky patří mezi karbamáty. Je znám pro řadou názvů komerčních přípravků: Furadan, Curater, Bay 70143, Carbodan, Carbosip, Chinofur, Curaterr, D 1221, ENT 27164, Furacarb, Kenafuran, Pillarfuron, Rampart, Nex nebo Yaltox.
Karbofuran je prudký, velmi rychle působící jed, inhibitor cholinesterázy. Vzhledem je to bílá krystalická látka bez zápachu, molární hmotnost je 221,25 g/mol. Rozpustnost ve vodě činí 320 mg/l při 25 °C, je dobře rozpustný v acetonu, acetonitrilu, benzenu a cyklohexenu. Bod tání je 153–154 °C.
Karbofuran středně dlouho přetrvává v půdě. Poločas rozpadu je 20–120 dní v půdě pomocí hydrolýzy a pomocí mikroorganismů. V zásaditém prostředí nebo na světle je rozklad rychlejší v půdě i ve vodě. Poločas rozpadu na kořenech je 4 dny a více než 4 dny na listech.
Toxikologie:
- LD50, potkan, orálně: 8–14 mg/kg.
- LD50, pes, orálně: 19 mg/kg.
- LD50, ryby: 0,1 mg/l
- LD50, dafnie: 0,015 mg/l
- LD50, řasy: 19,9 mg/l
- Pro člověka může být smrtná dávka odpovídající čtvrtině čajové lžičky.

## Použití a zneužití
Karbofuran se používal v zemědělství jako pesticid, ale v zemích Evropské unie byl již zakázán. V České republice byl karbofuran v prodeji až do prosince 2008 pod jménem Furadan ve formě postřiku a granulí.
V České republice je v posledních letech zneužíváno karbofuranem otrávených návnad k zabíjení šelem a dravých ptáků. Smrtelná dávka pro ptáky je kolem 0,5 mg na kilogram živé váhy. Ptáci obvykle považují granuli karbofuranu za zrní, přičemž i jediná granule ptáka zabije. Otrávený živočich přitom umírá během několika minut v silných křečích, a proto takové použití karbofuranu zakazuje zákon o myslivosti a zákon na ochranu zvířat proti týrání.
V letech 2004 a 2005 byli v ČR nalezeni čtyři orli mořští prokazatelně otráveni karbofuranem. V roce 2006 byla otrava karbofuranem prokázána u osmi orlů, u jednoho je předpokládána. Na přelomu let 2007/2008 někdo masově trávil karbofuranem lišky a psy na Kaplicku.
V dubnu 2021 padl v Česku první odsuzující rozsudek za otravu dravců karbofuranem.
Rumunská popová hvězda 90. let 20. století Madalina Manoleová spáchala v červenci 2010 sebevraždu vypitím roztoku karbofuranu. Vzápětí rumunské úřady zaznamenaly deset podobných případů.